# Letitia Sibeko
Letitia Sibeko (sinh năm 1930) là một nhà hoạt động chống phân biệt chủng tộc Nam Phi và là thành viên của Quốc hội Châu Phi, Liên đoàn Phụ nữ ANC cũng như Liên đoàn Phụ nữ Nam Phi. Sau đó cô gia nhập Đảng Cộng sản.

## Đầu đời
Lindiwe Letitia Hina, còn được gọi là 'Letitia Sibeko' sinh năm 1930 tại Mqumba gần Middledrift ở Đông Cape. Cha của cô, Rufus Hina là trưởng làng của cô. Cô là một trong 5 đứa trẻ. Cô học tại một trường trung học ở địa phương cho đến cấp chứng chỉ trung học cơ sở. Letitia Sibeko đã gặp Archie Sibeko tại trường Cao đẳng Nông nghiệp Fort Cox gần Middledrift. Vào tháng 1 năm 1953, họ kết hôn. Cả Hina và Sibeko không tin vào nguyên tắc lobolo (brideprice) do đó cô rời khỏi nhà với cha mẹ của Hina là khó chịu. Archie đến Cape Town ngay sau khi họ kết hôn để kiếm tiền. Họ dự định mua dụng cụ, chăn nuôi và bắt đầu canh tác. Archie sống trong một nhà trọ di cư mà không cho phép các cặp vợ chồng được ở chung. Letitia ở lại với người thân ở Đông London trong khi anh sống tự lập. Họ chuyển đến cùng nhau vào năm 1955. Theo Archie, 'Chắc hẳn cô ấy đã nản chí, một cô gái nông dân... cô ấy phải làm quen với việc sống trong một căn phòng làm phòng ngủ, phòng khách và nhà bếp. Cô ấy phải học nấu ăn trên bếp lò, mặc quần áo khi họ mặc đồ trong thị trấn, mua sắm ở chợ và tất cả những thứ mới khác. ' Letitia vẫn theo tôn giáo và phi chính trị trong thời gian ở Đông Cape.
Chồng cô, Archie Sibeko trở thành một nhà hoạt động chính trị và một đoàn viên công đoàn.

## Hoạt động chính trị
Hoạt động chính trị của Letitia Sibeko bắt đầu khi cô chuyển đến Cape Town, nơi cô tham gia Đại hội Dân tộc Phi, Liên đoàn Phụ nữ ANC cũng như Liên đoàn Phụ nữ Nam Phi. Cô đã tham gia Tháng ba Phụ nữ ở Pretoria chống lại luật thông qua nơi cô đóng một vai trò quan trọng. Cô đã tham gia vào kế hoạch mở rộng của cuộc biểu tình, cũng như khuyến khích phụ nữ ký tên thỉnh nguyện và tham gia tuần hành. Letitia Sibeko đã làm điều này cùng với 157 đại biểu của Cape Town bao gồm Annie Peters, Caroline Motsoaledi, Fatima Meer, Fatima Seedat và Florence Mophosho.
Năm 1961, Letitia Sibeko gia nhập Đảng Cộng sản hoạt động 'ngầm'. Cô đã tham dự hội nghị thường niên của FedSAW diễn ra tại Cape Town, nơi cô trình bày một bài phát biểu phê phán và tố cáo hệ thống giáo dục của người Bantu. Cô đã bị cảnh sát giam giữ vào năm 1963 để lấy thông tin về chồng cô, Archie Sibeko, người đang làm việc 'ngầm' chống lại chính phủ. Cô hành động chuyển phát nhanh cho anh. Do các quy định kiểm soát dòng chảy, Letitia đã bị trục xuất khỏi Western Cape vì chồng cô không còn sống ở đó nữa. Archie Sibeko tuyên bố rằng lần cuối cùng anh ta nhìn thấy vợ mình là khi anh ta đang lẩn trốn ngay trước khi anh ta bị đưa ra khỏi Nam Phi. Cuộc họp này được tổ chức bởi người điều khiển Archie, Liz Abrahams, tại một trang trại ở Paarl. Letitia Sibeko đã bị giam giữ nhiều tháng sau chuyến thăm này vì cảnh sát đang theo dõi cô và nghi ngờ. Ít ai biết đến hoạt động của cô sau khi bị trục xuất. Người ta tin rằng Letitia Sibeko đã trở lại Cape Town dưới một cái tên khác và quản lý một shabeen ở đó. Ông bà của cô đã nuôi dạy bốn đứa con của cô ở Đông Cape. Letitia Sibeko cũng có một số trẻ em khác ở Cape Town. Cô đã từ bỏ chính trị và chết sau khi ngã bệnh. Nơi ở của ngôi mộ của cô là không rõ.